# Deutsche Meisterschaften im Biathlon 2022

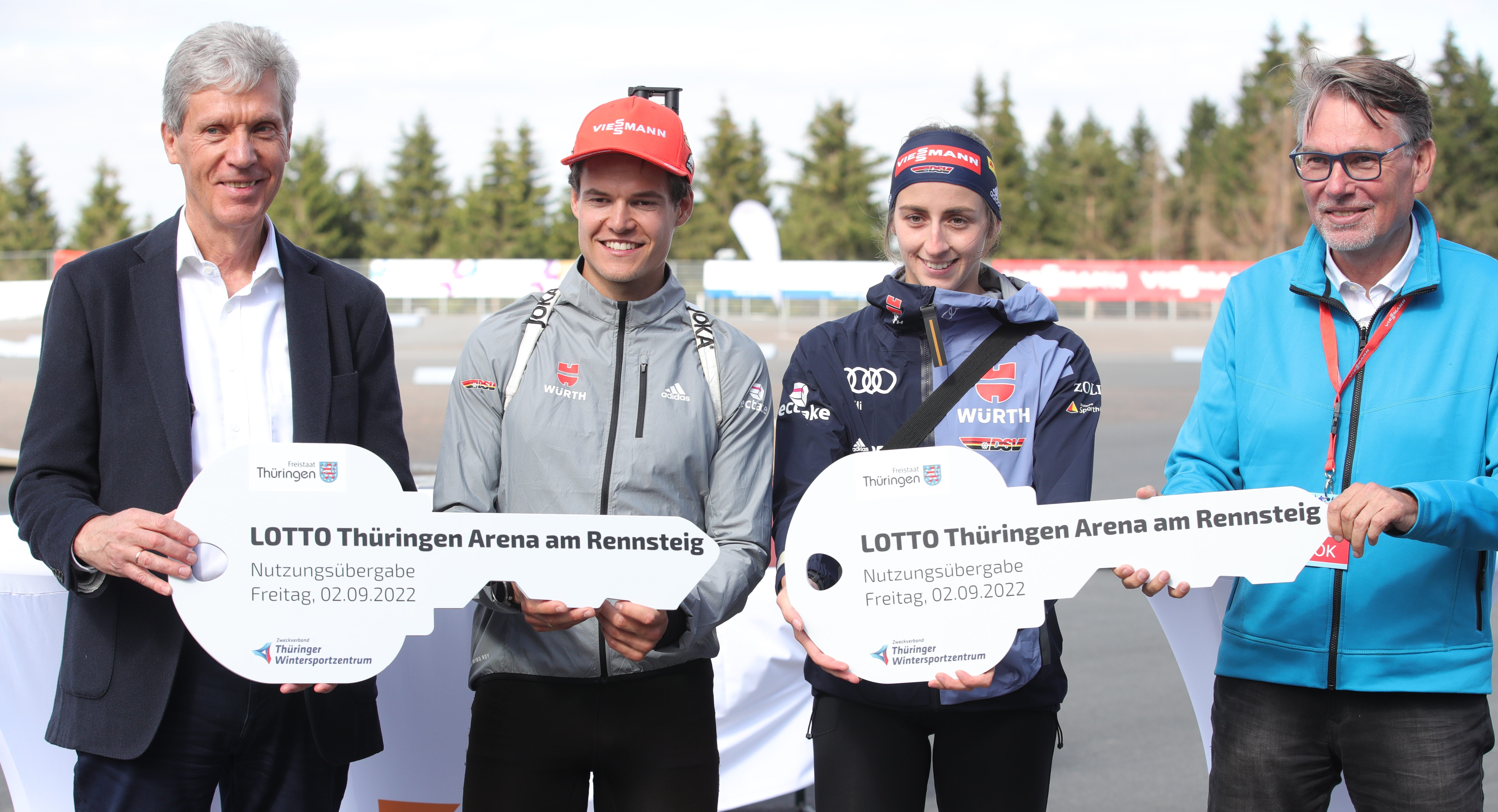
Foto der Arena-Übergabe: Helmut Holter, Philipp Horn, Vanessa Voigt und Hartmut Schubert

Die Deutschen Meisterschaften im Biathlon 2022 fanden vom 1. bis 4. September in der Lotto Thüringen Arena am Rennsteig in Oberhof statt.
Im Rahmen der vom SV Eintracht Frankenhain ausgerichteten Veranstaltung wurden die in Vorbereitung der Biathlon-Weltmeisterschaften 2023 umgebaute Rennsteig-Arena und deren neue Rollski-Strecken durch den thüringischen Sportminister Helmut Holter offiziell eröffnet.
Das Programm umfasste wie in den beiden Vorjahren einen verkürzten Einzelwettbewerb, Sprint und Verfolgung.

## Zeitplan
| Datum              | Frauen    | Frauen             | Männer    | Männer               |
| ------------------ | --------- | ------------------ | --------- | -------------------- |
| 1. September (Do.) | 10:00 Uhr | Training           | 13:00 Uhr | Training             |
| 2. September (Fr.) | 11:00 Uhr | Einzel (12,5 km)   | 13:30 Uhr | Einzel (15 km)       |
| 3. September (Sa.) | 11:00 Uhr | Sprint (7,5 km)    | 13:30 Uhr | Sprint (10 km)       |
| 4. September (So.) | 10:30 Uhr | Verfolgung (10 km) | 13:00 Uhr | Verfolgung (12,5 km) |

## Ergebnisse

### Frauen

#### Kurz-Einzel (12,5 km)

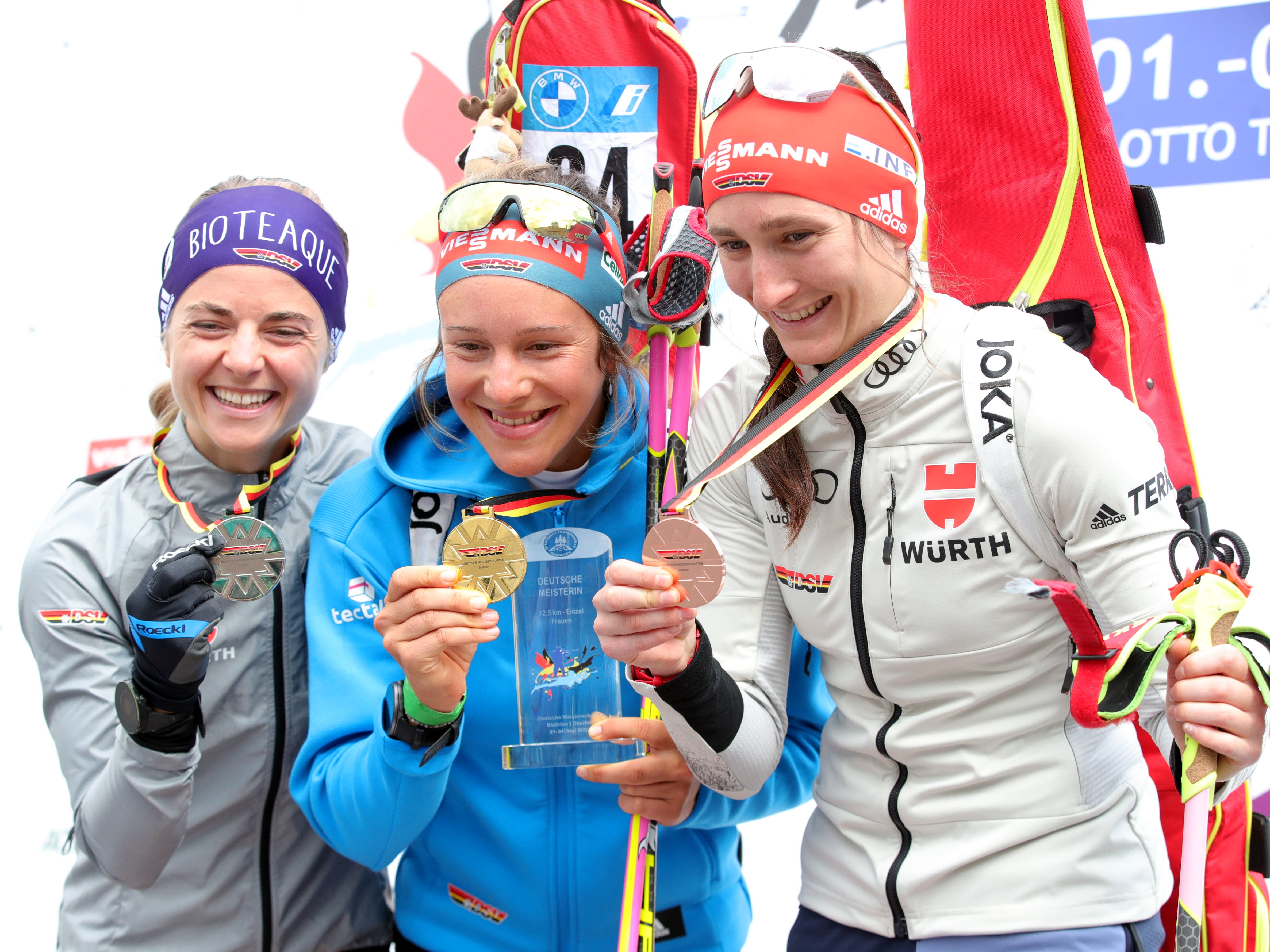
Podium des Frauen-Einzels

Die Lehrgangsgruppe 1a, d. h. die Nationalmannschaft, nahm nicht am Einzel teil.
| Platz | Sportlerin            | Verein                    | Landesverband     | Schießfehler | Zeit    | Rückstand |
| ----- | --------------------- | ------------------------- | ----------------- | ------------ | ------- | --------- |
| 1     | Sophia Schneider      | SV Oberteisendorf         | Bayern            | 0 2 1 2      | 39:59,1 |           |
| 2     | Marion Wiesensarter   | SV Oberteisendorf         | Bayern            | 1 1 2 0      | 40:36,8 | 37,7      |
| 3     | Juliane Frühwirt      | SV Motor Tambach-Dietharz | Thüringen         | 0 1 1 2      | 40:39,9 | 40,8      |
| 4     | Hanna-Michéle Hermann | PSV Schwarzenberg         | Sachsen           | 1 2 0 0      | 40:59,2 | 1:00,1    |
| 5     | Mareike Braun         | DAV Ulm                   | Baden-Württemberg | 1 0 3 0      | 41:12,8 | 1:13,7    |
| 6     | Helene-Theresa Hendel | WSV Oberhof               | Thüringen         | 0 1 1 0      | 41:15,3 | 1:16,2    |
| 7     | Marina Sauter         | SC Partenkirchen          | Bayern            | 1 1 1 0      | 41:26,9 | 1:27,8    |
| 8     | Sabrina Braun         | DAV Ulm                   | Baden-Württemberg | 0 0 2 1      | 42:49,0 | 2:49,9    |
| 9     | Berta Leubner         | WSV Oberhof               | Thüringen         | 1 1 0 0      | 43:13,1 | 3:14,0    |
| 10    | Luise Thomas          | OBV Ringenhain            | Thüringen         | 1 1 0 2      | 43:34,1 | 3:35,0    |

#### Sprint (7,5 km)
| Platz | Sportlerin          | Verein                        | Landesverband     | Schießfehler | Zeit    | Rückstand |
| ----- | ------------------- | ----------------------------- | ----------------- | ------------ | ------- | --------- |
| 1     | Sophia Schneider    | SV Oberteisendorf             | Bayern            | 0 1          | 21:32,2 |           |
| 2     | Denise Herrmann     | WSC Erzgebirge Oberwiesenthal | Sachsen           | 3 0          | 21:36,2 | 4,0       |
| 3     | Juliane Frühwirt    | SV Motor Tambach-Dietharz     | Thüringen         | 1 1          | 21:56,0 | 23,8      |
| 4     | Marion Wiesensarter | SV Oberteisendorf             | Bayern            | 0 1          | 22:02,5 | 30,3      |
| 5     | Vanessa Voigt       | WSV Rotterode                 | Thüringen         | 0 0          | 22:37,0 | 1:04,8    |
| 6     | Lisa Spark          | SC Traunstein                 | Bayern            | 0 1          | 22:37,3 | 1:05,1    |
| 7     | Janina Hettich-Walz | SC Schönwald                  | Baden-Württemberg | 0 2          | 22:38,0 | 1:05,8    |
| 8     | Selina Kastl        | SC Neubau                     | Bayern            | 0 1          | 22:52,3 | 1:20,1    |
| 9     | Anna Weidel         | WSV Kiefersfelden             | Bayern            | 1 1          | 22:54,0 | 1:21,8    |
| 10    | Marlene Fichtner    | SC Traunstein                 | Bayern            | 0 0          | 23:15,8 | 1:46,6    |

#### Verfolgung (10 km)
| Platz | Sportlerin            | Verein                        | Landesverband     | Schießfehler | Zeit    | Rückstand |
| ----- | --------------------- | ----------------------------- | ----------------- | ------------ | ------- | --------- |
| 1     | Denise Herrmann       | WSC Erzgebirge Oberwiesenthal | Sachsen           | 2 1 2 2      | 30:15,6 |           |
| 2     | Marion Wiesensarter   | SV Oberteisendorf             | Bayern            | 0 1 0 2      | 30:24,0 | 8,4       |
| 3     | Janina Hettich-Walz   | SC Schönwald                  | Baden-Württemberg | 0 0 1 0      | 30:34,5 | 18,9      |
| 4     | Sophia Schneider      | SV Oberteisendorf             | Bayern            | 3 0 1 1      | 30:58,1 | 42,5      |
| 5     | Lisa Spark            | SC Traunstein                 | Bayern            | 0 1 0 0      | 31:31,7 | 1:16,1    |
| 6     | Selina Kastl          | SC Neubau                     | Bayern            | 1 0 0 1      | 31:34,8 | 1:19,2    |
| 7     | Anna Weidel           | WSV Kiefersfelden             | Bayern            | 1 1 2 0      | 32:39,4 | 2:23,8    |
| 8     | Mareike Braun         | DAV Ulm                       | Baden-Württemberg | 1 2 1 1      | 33:03,9 | 2:48,3    |
| 9     | Helene-Theresa Hendel | WSV Oberhof                   | Thüringen         | 0 1 1 0      | 33:26,5 | 3:10,9    |
| 10    | Marlene Fichtner      | SC Traunstein                 | Bayern            | 0 0 0 2      | 33:44,7 | 3:29,1    |

### Männer

#### Kurz-Einzel (15 km)

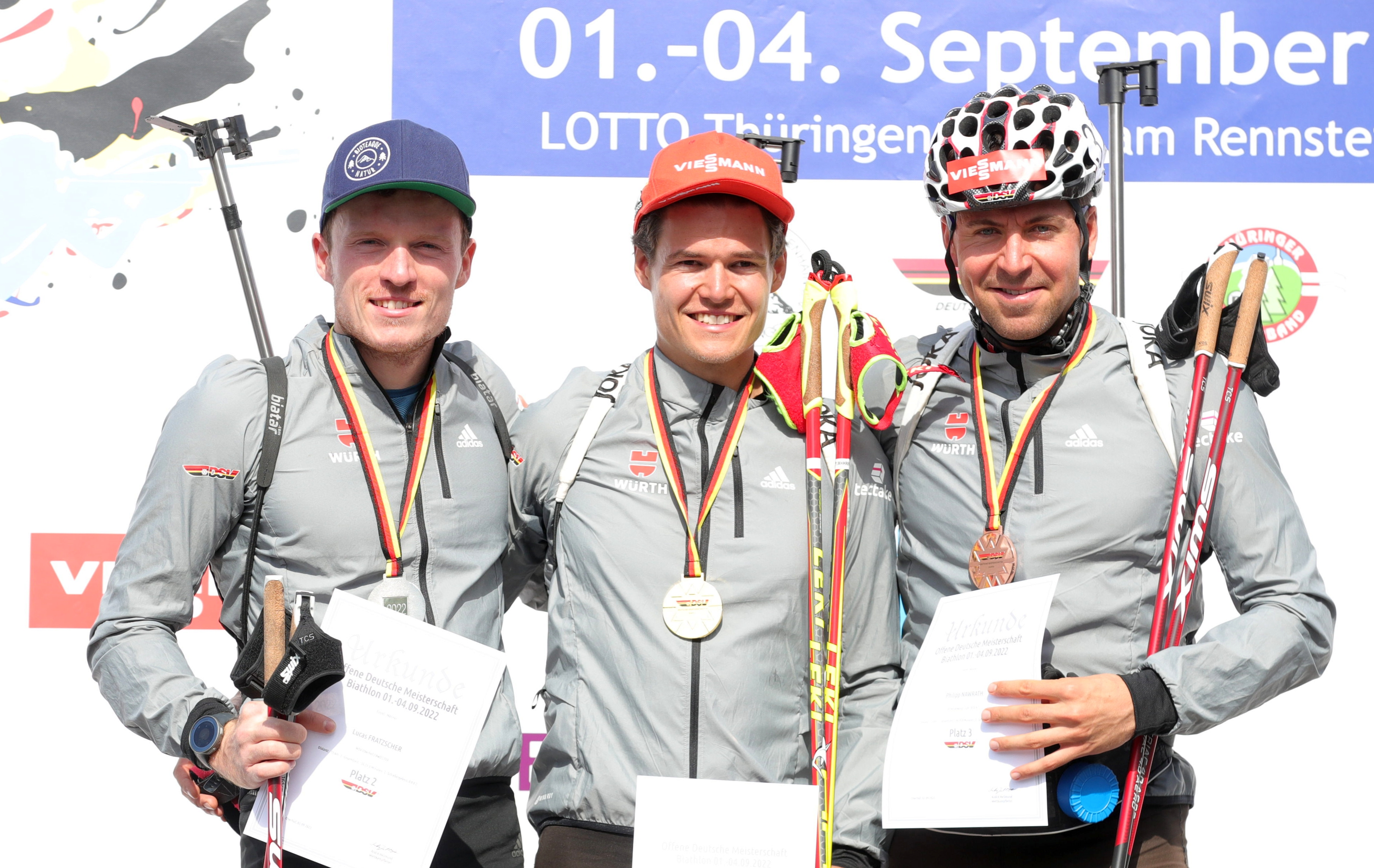
Podium des Männer-Einzels

| Platz | Sportlerin         | Verein          | Landesverband     | Schießfehler | Zeit    | Rückstand |
| ----- | ------------------ | --------------- | ----------------- | ------------ | ------- | --------- |
| 1     | Philipp Horn       | SV Frankenhain  | Thüringen         | 0 1 1 0      | 35:57,7 |           |
| 2     | Lucas Fratzscher   | WSV Oberhof     | Thüringen         | 0 0 0 2      | 36:25,3 | 27,6      |
| 3     | Philipp Nawrath    | SK Nesselwang   | Bayern            | 0 2 0 0      | 36:29,8 | 32,1      |
| 4     | Roman Rees         | SV Schauinsland | Baden-Württemberg | 0 1 0 1      | 36:37,9 | 40,2      |
| 5     | Dominic Schmuck    | SC Schleching   | Bayern            | 1 0 1 0      | 37:09,1 | 1:11,4    |
| 6     | Johannes Donhauser | SC Ruhpolding   | Bayern            | 0 2 0 0      | 37:10,4 | 1:12,7    |
| 7     | Marco Groß         | SC Ruhpolding   | Bayern            | 1 1 0 0      | 37:23,3 | 1:25,6    |
| 8     | Simon Groß         | SC Ruhpolding   | Bayern            | 0 0 1 0      | 37:43,1 | 1:45,4    |
| 9     | Simon Kaiser       | WSV Oberhof     | Thüringen         | 3 1 0 0      | 37:57,4 | 1:59,7    |
| 10    | Matthias Dorfer    | SV Marzoll      | Bayern            | 1 0 3 1      | 39:25,3 | 3:27,6    |

#### Sprint (10 km)
| Platz | Sportlerin         | Verein                   | Landesverband     | Schießfehler | Zeit    | Rückstand |
| ----- | ------------------ | ------------------------ | ----------------- | ------------ | ------- | --------- |
| 1     | Philipp Horn       | SV Frankenhain           | Thüringen         | 1 1          | 22:26,2 |           |
| 2     | Simon Kaiser       | WSV Oberhof              | Thüringen         | 1 0          | 22:33,8 | 7,6       |
| 3     | Matthias Dorfer    | SV Marzoll               | Bayern            | 1 0          | 22:50,4 | 24,2      |
| 4     | Danilo Riethmüller | WSV Clausthal-Zellerfeld | Niedersachsen     | 1 0          | 22:51,3 | 25,1      |
| 5     | Marco Groß         | SC Ruhpolding            | Bayern            | 1 0          | 22:53,9 | 27,7      |
| 6     | Lucas Lechner      | SC Ruhpolding            | Bayern            | 0 0          | 23:06,3 | 40,1      |
| 7     | Lucas Fratzscher   | WSV Oberhof              | Thüringen         | 2 1          | 23:08,3 | 42,1      |
| 8     | Roman Rees         | SV Schauinsland          | Baden-Württemberg | 0 2          | 23:12,2 | 46,0      |
| 9     | Albert Engelmann   | WSV Clausthal-Zellerfeld | Niedersachsen     | 0 1          | 23:30,6 | 1:04,4    |
| 10    | Justus Strelow     | SG Stahl Schmiedeberg    | Sachsen           | 2 2          | 23:33,9 | 1:07,7    |

#### Verfolgung (12,5 km)
| Platz | Sportlerin         | Verein                | Landesverband     | Schießfehler | Zeit    | Rückstand |
| ----- | ------------------ | --------------------- | ----------------- | ------------ | ------- | --------- |
| 1     | Roman Rees         | SV Schauinsland       | Baden-Württemberg | 0 0 0 0      | 31:54,7 |           |
| 2     | Matthias Dorfer    | SV Marzoll            | Bayern            | 0 0 0 0      | 31:54,8 | 0,1       |
| 3     | Justus Strelow     | SG Stahl Schmiedeberg | Sachsen           | 1 0 1 0      | 32:54,3 | 59,6      |
| 4     | Philipp Horn       | SV Frankenhain        | Thüringen         | 1 1 2 1      | 32:56,2 | 1:01,5    |
| 5     | David Zobel        | SC Partenkirchen      | Bayern            | 1 1 1 0      | 33:03,7 | 1:09,0    |
| 6     | Johannes Donhauser | SC Ruhpolding         | Bayern            | 0 1 2 1      | 33:39,0 | 1:44,3    |
| 7     | Philipp Nawrath    | SK Nesselwang         | Bayern            | 0 1 1 2      | 33:46,4 | 1:51,7    |
| 8     | Lucas Fratzscher   | WSV Oberhof           | Thüringen         | 1 1 2 2      | 33:51,2 | 1:56,5    |
| 9     | Lucas Lechner      | SC Ruhpolding         | Bayern            | 0 0 0 0      | 34:01,2 | 2:06,5    |
| 10    | Simon Kaiser       | WSV Oberhof           | Thüringen         | 3 2 1 2      | 34:21,2 | 2:26,2    |

## Ergebnislisten
- Einzel Frauen (pdf)
- Einzel Männer (pdf)
- Sprint Frauen (pdf)
- Sprint Männer (pdf)
- Verfolgung Frauen (pdf)
- Verfolgung Männer (pdf)